# عمادالملک بصیری
عمادالملک بصیری از سیاستمداران ایرانی بود، که در  دوره سوم بعنوان نماینده ایل قشقایی در مجلس شورای ملی حضور داشت.